# Justin Diehl
Justin Diehl (Colonia, 27 novembre 2004) è un calciatore tedesco, attaccante dello Stoccarda.

## Carriera

### Club
Diehl è cresciuto nel settore giovanile del Colonia dove ha iniziato a giocare nel 2011. Il 7 agosto 2020 ha firmato il suo primo contratto professionistico ed il 21 gennaio 2023 ha debuttato in prima squadra nell'incontro di Bundesliga vinto 7-1 contro il Werder Brema.

### Nazionale
Ha giocato nelle nazionali giovanili tedesche Under-16, Under-18, Under-19 ed Under-20.

## Statistiche

### Presenze e reti nei club
Statistiche aggiornate al 16 febbraio 2024.
| Stagione        | Squadra         | Campionato      | Campionato | Campionato | Coppe nazionali | Coppe nazionali | Coppe nazionali | Coppe continentali | Coppe continentali | Coppe continentali | Altre coppe | Altre coppe | Altre coppe | Totale | Totale | Totale |
| Stagione        | Squadra         | Comp            | Pres       | Reti       | Comp            | Pres            | Reti            | Comp               | Pres               | Reti               | Comp        | Pres        | Reti        | Pres   | Reti   |        |
| --------------- | --------------- | --------------- | ---------- | ---------- | --------------- | --------------- | --------------- | ------------------ | ------------------ | ------------------ | ----------- | ----------- | ----------- | ------ | ------ | ------ |
| 2023-2024       | Colonia II      | RL              | 19         | 12         |                 | -               | -               |                    | -                  | -                  |             | -           | -           | 19     | 12     |        |
| 2022-2023       | Colonia         | BL              | 2          | 0          | CG              | 0               | 0               |                    | -                  | -                  |             | -           | -           | 2      | 0      |        |
| 2023-2024       | Colonia         | BL              | 4          | 0          | CG              | 0               | 0               |                    | -                  | -                  |             | -           | -           | 4      | 0      |        |
| Totale carriera | Totale carriera | Totale carriera | 25         | 12         |                 | 0               | 0               |                    | -                  | -                  |             | -           | -           | 25     | 12     |        |

## Palmarès

### Competizioni nazionali
- Coppa di Germania: 1

Stoccarda: 2024-2025